# Hacı Arif Bey

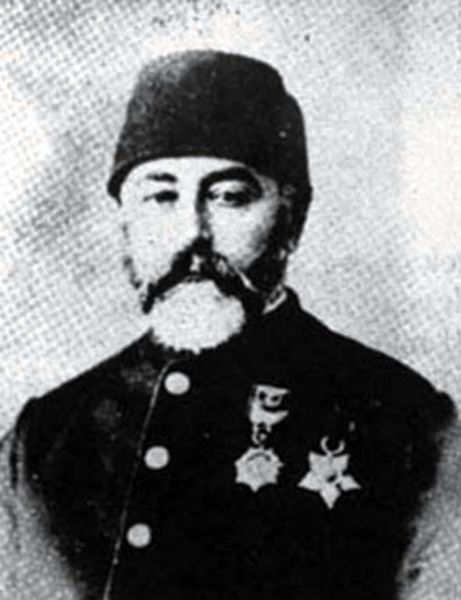
Hacı Arif Bey

Hacı Arif Bey (* 1831 in Istanbul; † 1885 ebenda) war einer der bedeutendsten osmanischen Komponisten des 19. Jahrhunderts.
Hacı Arif Bey gilt als Begründer der klassischen Periode der türkischen Kunstmusik. Er komponierte ungefähr tausend Lieder und einige religiöse Werke. Erhalten sind noch etwa 200 Lieder und sieben der religiösen Stücke. Ab 1873 veröffentlichte er auch unter dem Titel „Mecmuai Arif“ eine 600-seitige Sammlung von Gedichten.
Sein Leben wurde 1982 durch Yucel Cakmakli in einer türkischen Serie fürs Fernsehen verfilmt.